# ژانگ شینگجیا
ژانگ شینگجیا (انگلیسی: Zhang Xingjia؛ زادهٔ ۱۲ ژانویهٔ ۱۹۹۹) سوارکار اهل چین است. وی در بازی‌های المپیک تابستانی ۲۰۲۰ حضور داشته‌است.